# Ortholfersia phaneroneura
Ortholfersia phaneroneura är en tvåvingeart som beskrevs av Speiser 1902. Ortholfersia phaneroneura ingår i släktet Ortholfersia och familjen lusflugor. Inga underarter finns listade i Catalogue of Life.